# Microsorum musifolium
Microsorum musifolium är en stensöteväxtart som först beskrevs av Bl., och fick sitt nu gällande namn av Edwin Bingham Copeland. Microsorum musifolium ingår i släktet Microsorum och familjen Polypodiaceae. Inga underarter finns listade.

## Bildgalleri

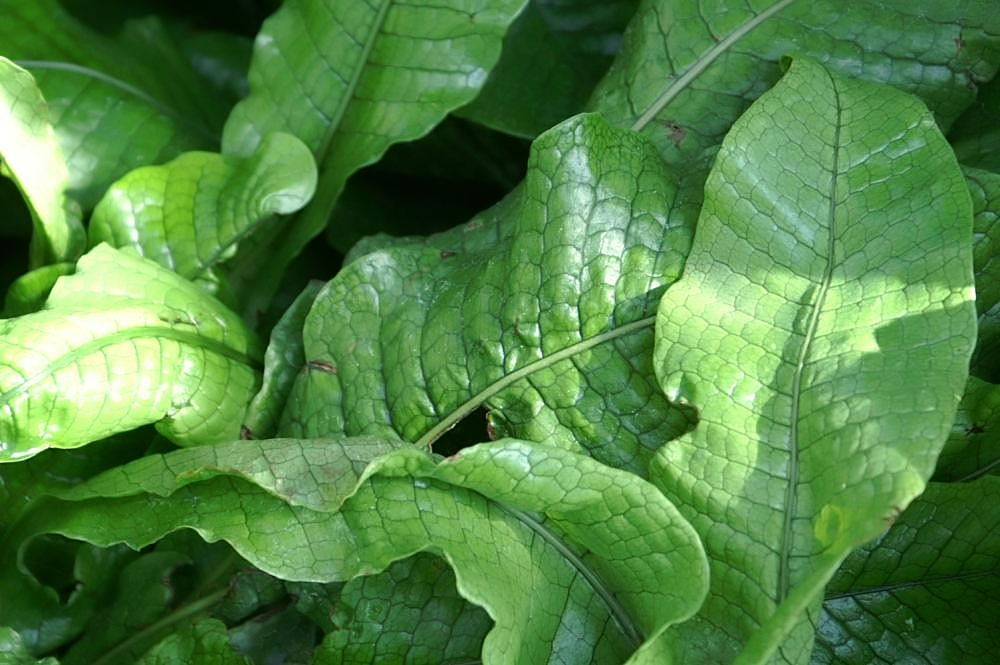
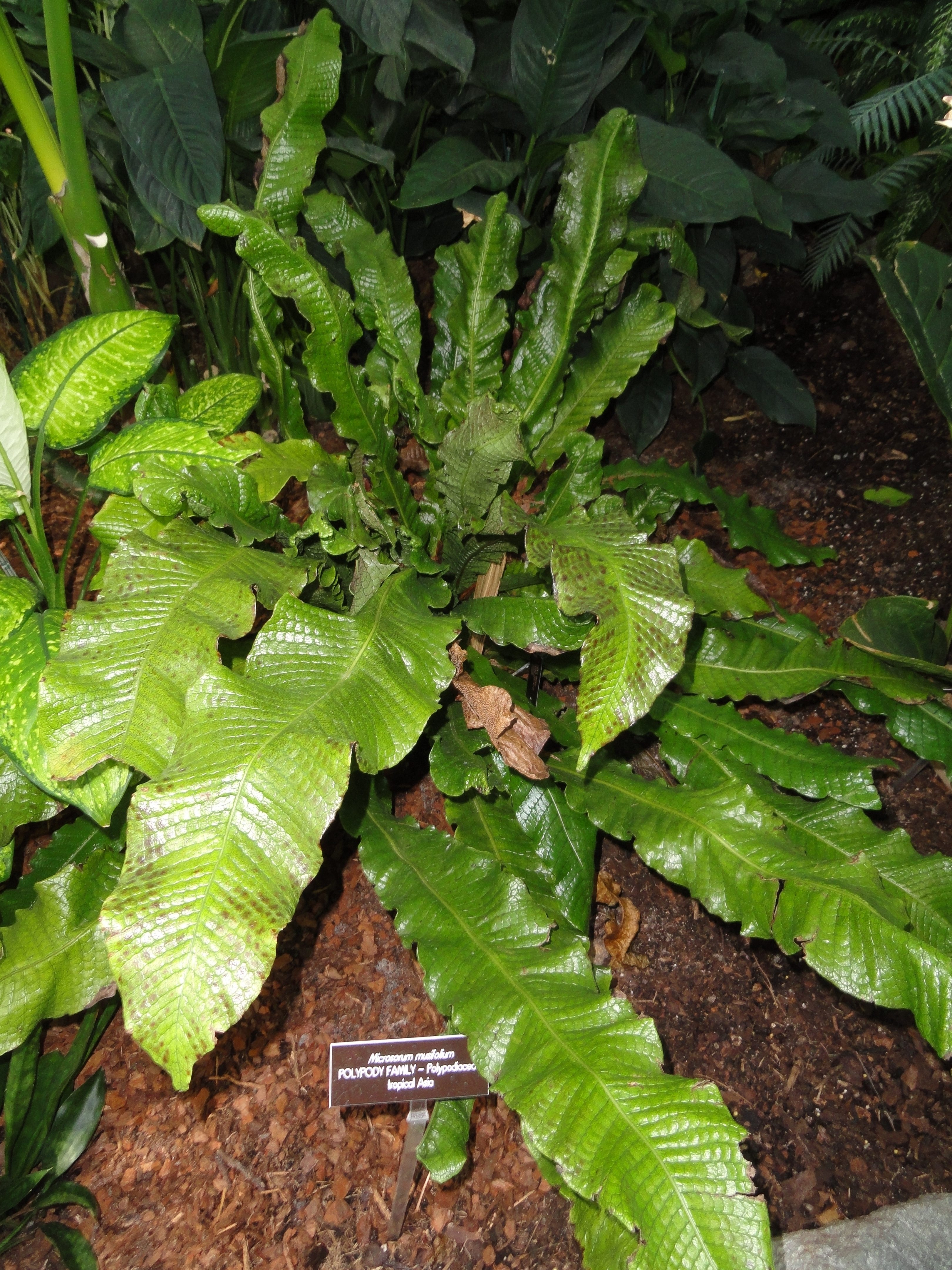
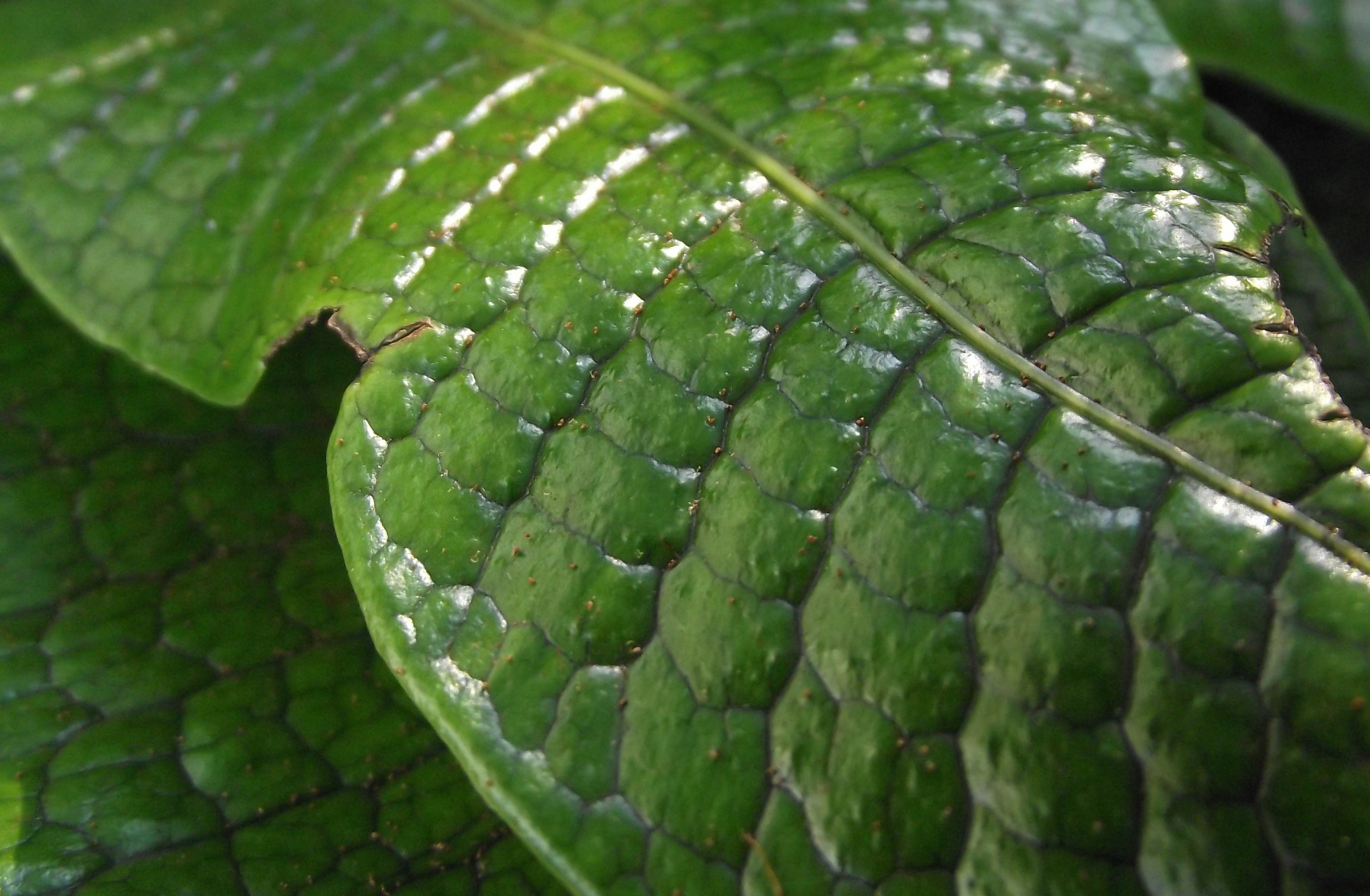
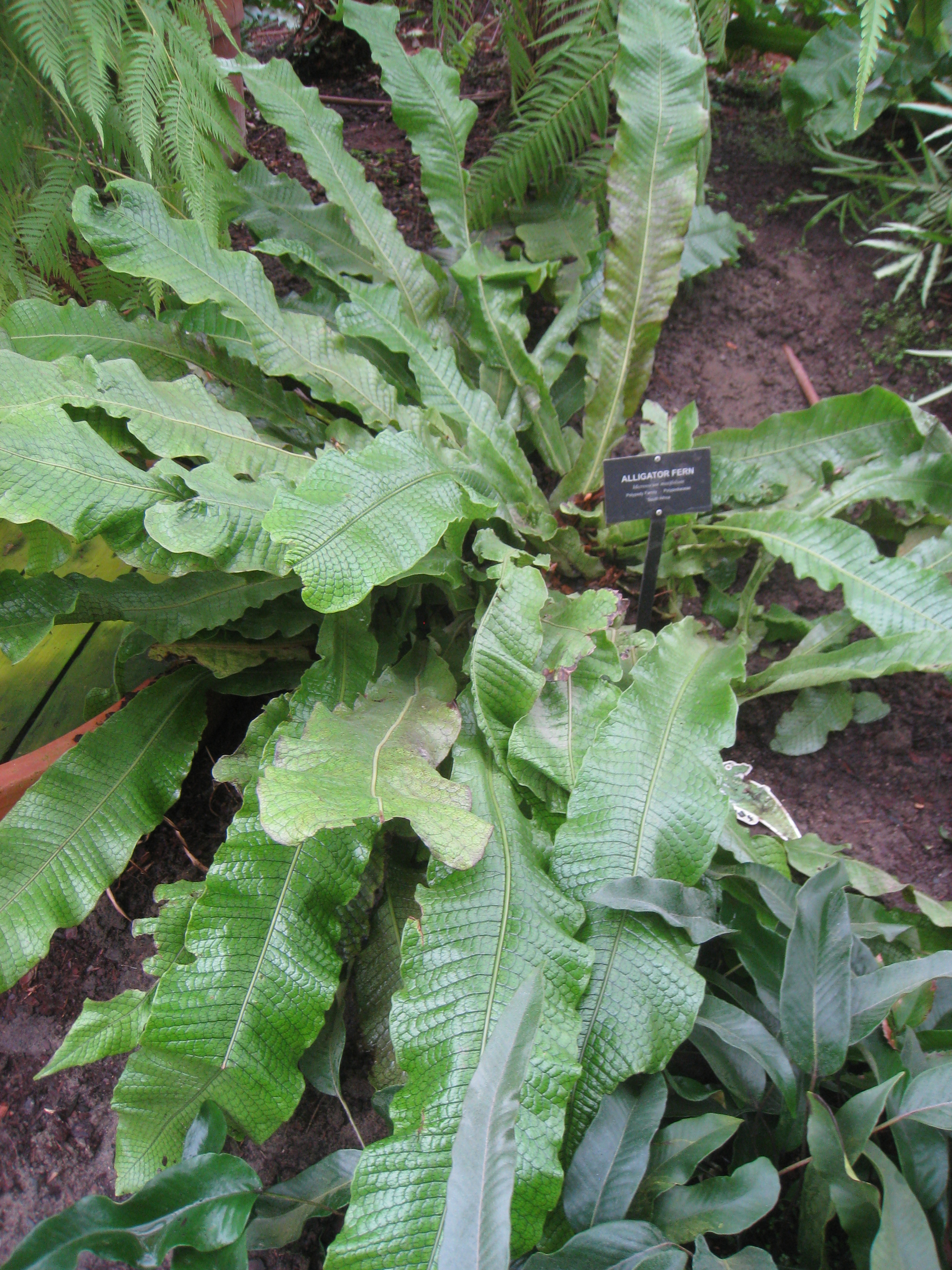
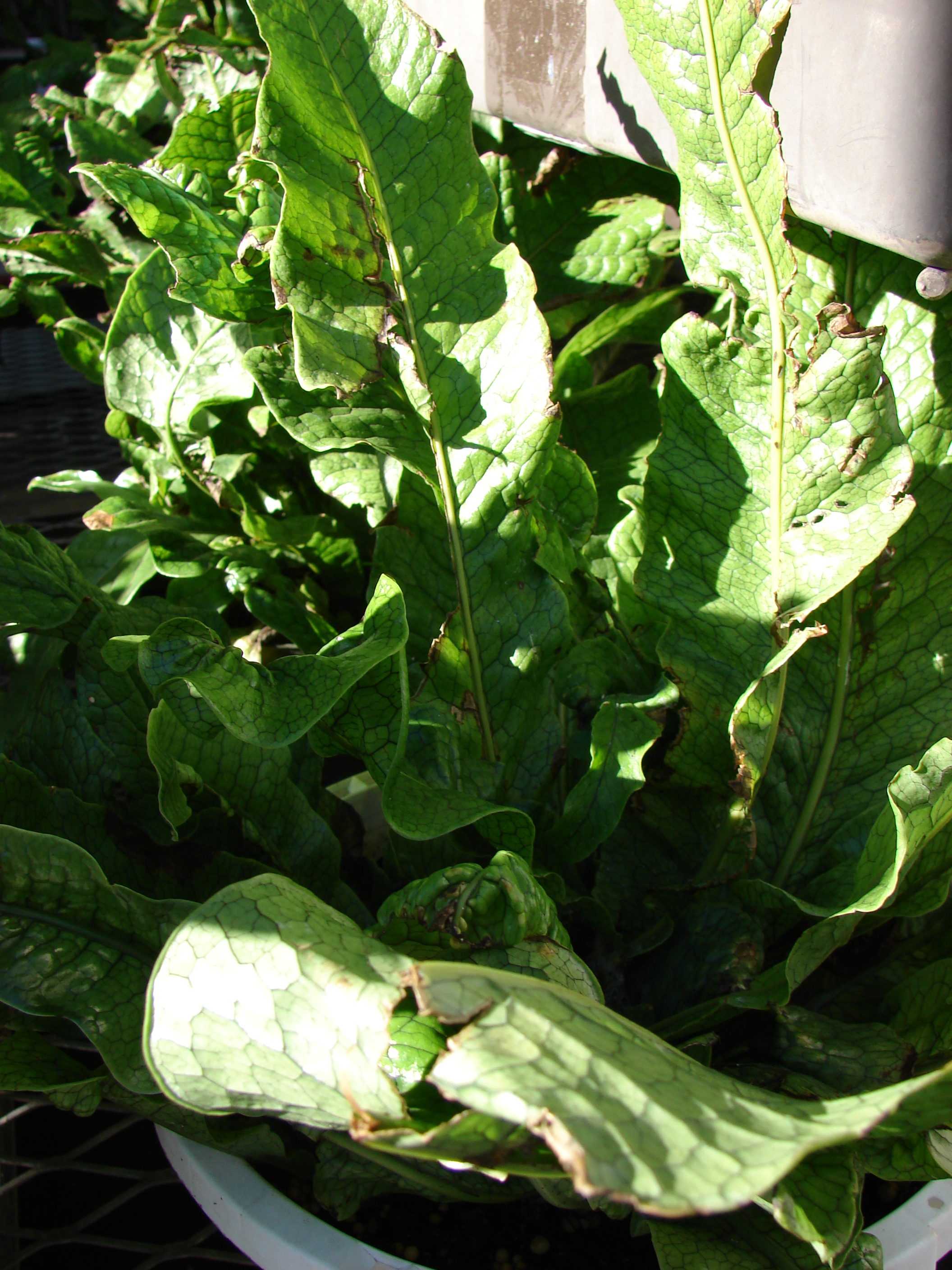
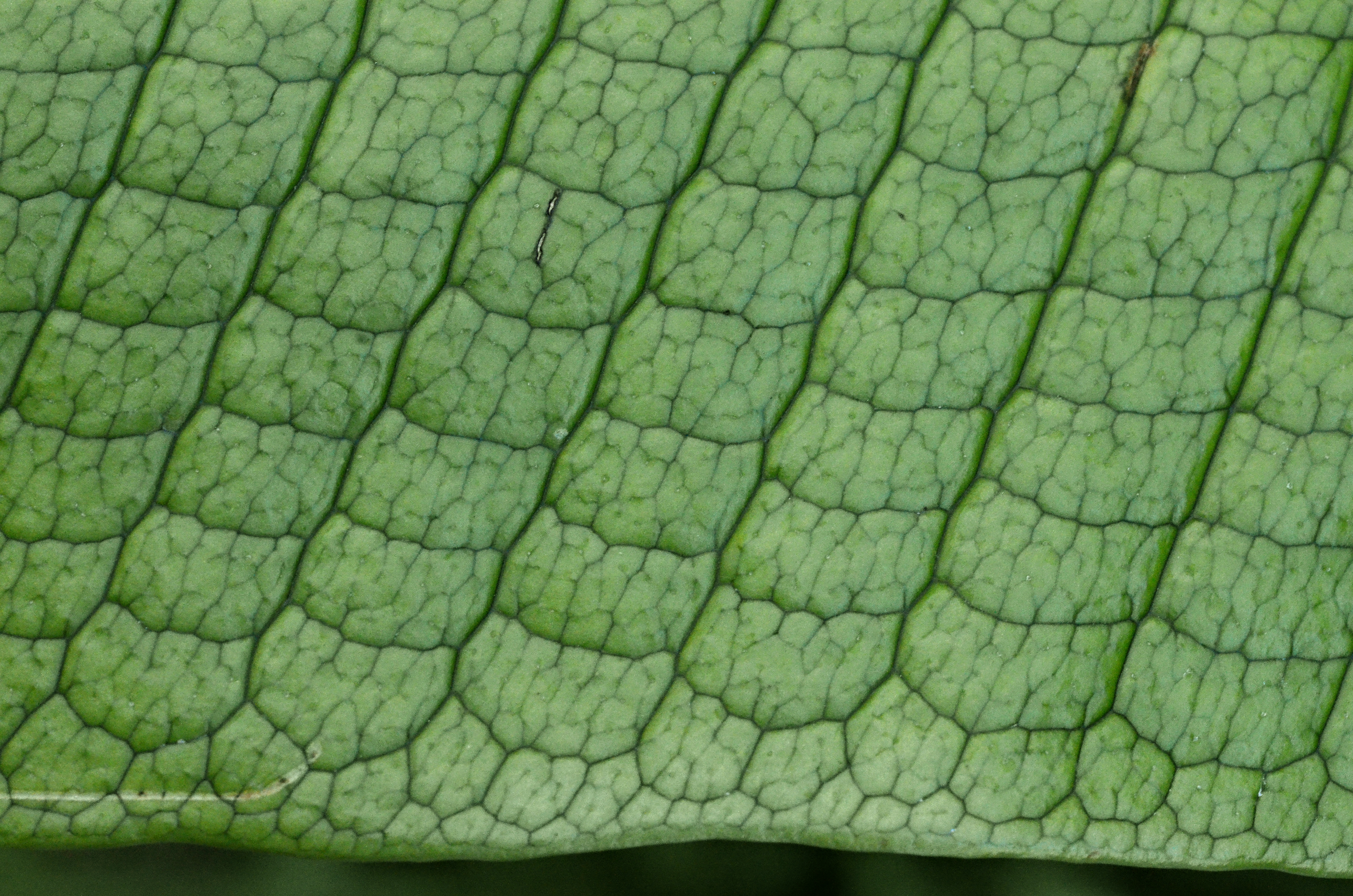